# شونهولتسارسفيلن
شونهولتسارسفيلن (بالألمانية: Schönholzerswilen) هي بلدية ضمن مقاطعة فاينفيلدن في كانتون تورغاو بسويسرا. تبلغ مساحتها 10.9 كيلومتر مربع، ويقدر عدد سكانها بـ 814 نسمة (حسب تعداد ديسمبر 2015).